# Andorra i olympiska vinterspelen 2010
Andorra deltog med sex deltagare vid de olympiska vinterspelen 2010 i Vancouver. Ingen av landets deltagare erövrade någon medalj.

## Alpin skidåkning
- Roger Vidosa
- Kevin Esteve Rigail
- Sofie Juárez
- Mireia Gutiérrez

## Längdskidåkning
- Francesc Soulié

## Snowboard
- Lluis Marin Tarroch